# Glypta timberlakei
Glypta timberlakei là một loài tò vò trong họ Ichneumonidae.